# Jackie Marsh
John Marsh, noto con il nome Jackie (Stoke-on-Trent, 31 maggio 1948), è un ex calciatore inglese, di ruolo difensore.

## Carriera
Marsh si forma nello Stoke City e nell'estate 1967 con il suo club disputò il campionato statunitense organizzato dalla United Soccer Association: accadde infatti che tale campionato fu disputato da formazioni europee e sudamericane per conto delle franchigie ufficialmente iscritte al campionato, che per ragioni di tempo non avevano potuto allestire le proprie squadre. Lo Stoke City rappresentò i Cleveland Stokers, e chiuse al secondo posto nella Eastern Division, non qualificandosi per la finale del torneo.
Marsh militerà nella massima serie inglese dal 1967 al 1977. Con i biancorossi ha vinto la Football League Cup 1971-1972, battendo in finale il Chelsea. Grazie al quinto posto ottenuto nella stagione 1973-1974 poté giocare nella Coppa UEFA 1974-1975 da cui fu eliminato con i suoi ai trentaduesimi di finale dagli olandesi dell'Ajax.
Marsh avrà una seconda esperienza nel calcio nordamericano nel 1976, in prestito al L.A. Aztecs. Con gli Aztecs raggiunge i turni di spareggio della North American Soccer League 1976, venendo sconfitti dai Dallas Tornado.
Nella stagione 1976-1977 con il suo club retrocede in cadetteria, ottenendo però il ritorno in massima serie al termine della Second Division 1978-1979, chiusa al terzo posto finale. 
Risulta, insieme a Denis Smith, il giocatore dello Stoke con più presenze nelle competizioni europee (17), ed il nono, con 444 presenze, in tutte le competizioni ufficiali.
Nel 1979 si trasferisce ad Hong Kong per giocare nel Bulova, con cui ottiene il terzo posto nella First Division League, oltre a raggiungere le finali, perse entrambe, di FA Cup e Challenge Cup.
Terminata l'esperienza asiatica, torna in patria per giocare nel Northwich Victoria.

## Palmarès
- Coppa di Lega inglese: 1

Stoke City: 1971-1972
- Conference League Cup: 1 [4]

Nortwich Victoria: 1979-1980